# Hôtel de Grimbergen
L'hôtel de Grimbergen est un édifice qui fait partie du vaste ensemble architectural de style néo-classique de la place Royale de Bruxelles en Belgique construit entre 1775 et 1782 par les architectes français Jean-Benoît-Vincent Barré et Barnabé Guimard à l'époque des Pays-Bas autrichiens.

## Localisation
L'hôtel de Grimbergen est situé à l'ouest du palais royal, face à l'hôtel de Belle-Vue, à l'angle de la place Royale et de la rue Royale à Bruxelles. Il occupe plus précisément le no 10 de la place Royale et le no 2-4 de la rue Royale.

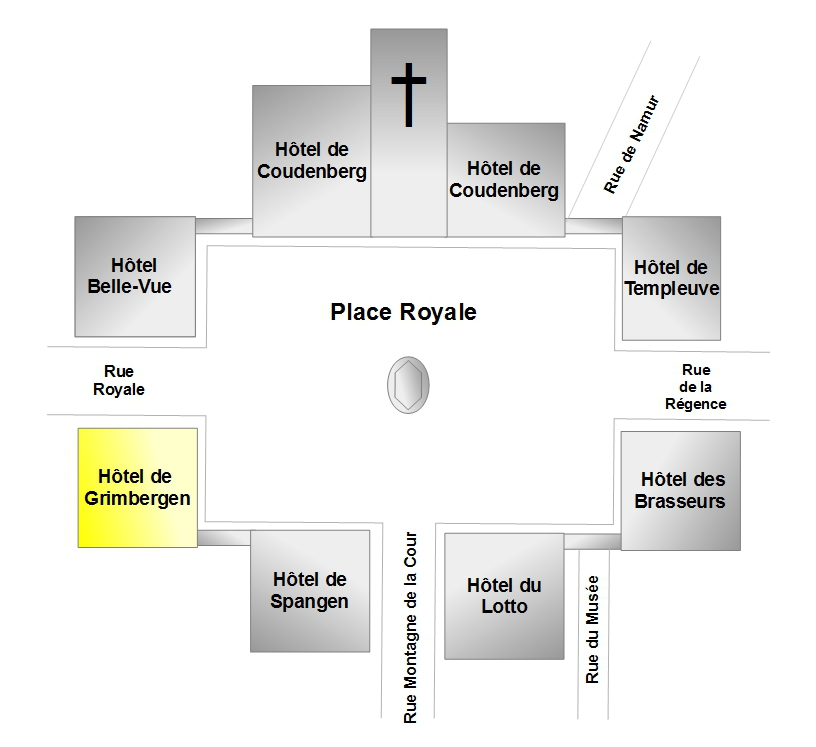
Situation de l'hôtel de Grimbergen sur la place Royale.

## Historique

### Historique de la place Royale

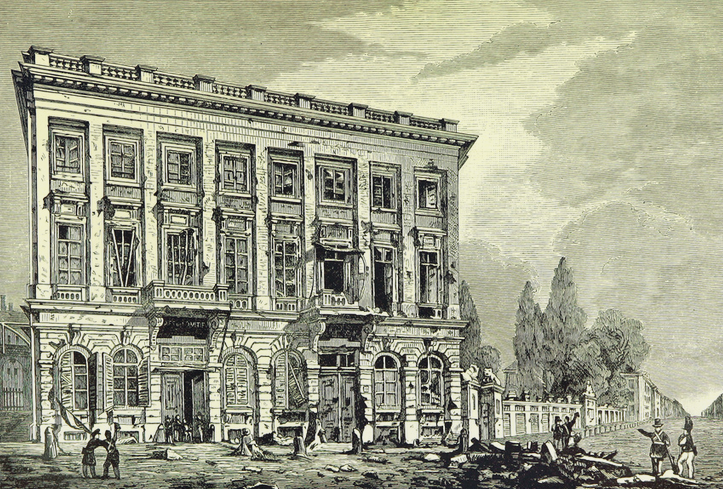
Le Café de l'Amitié
durant la révolution belge.

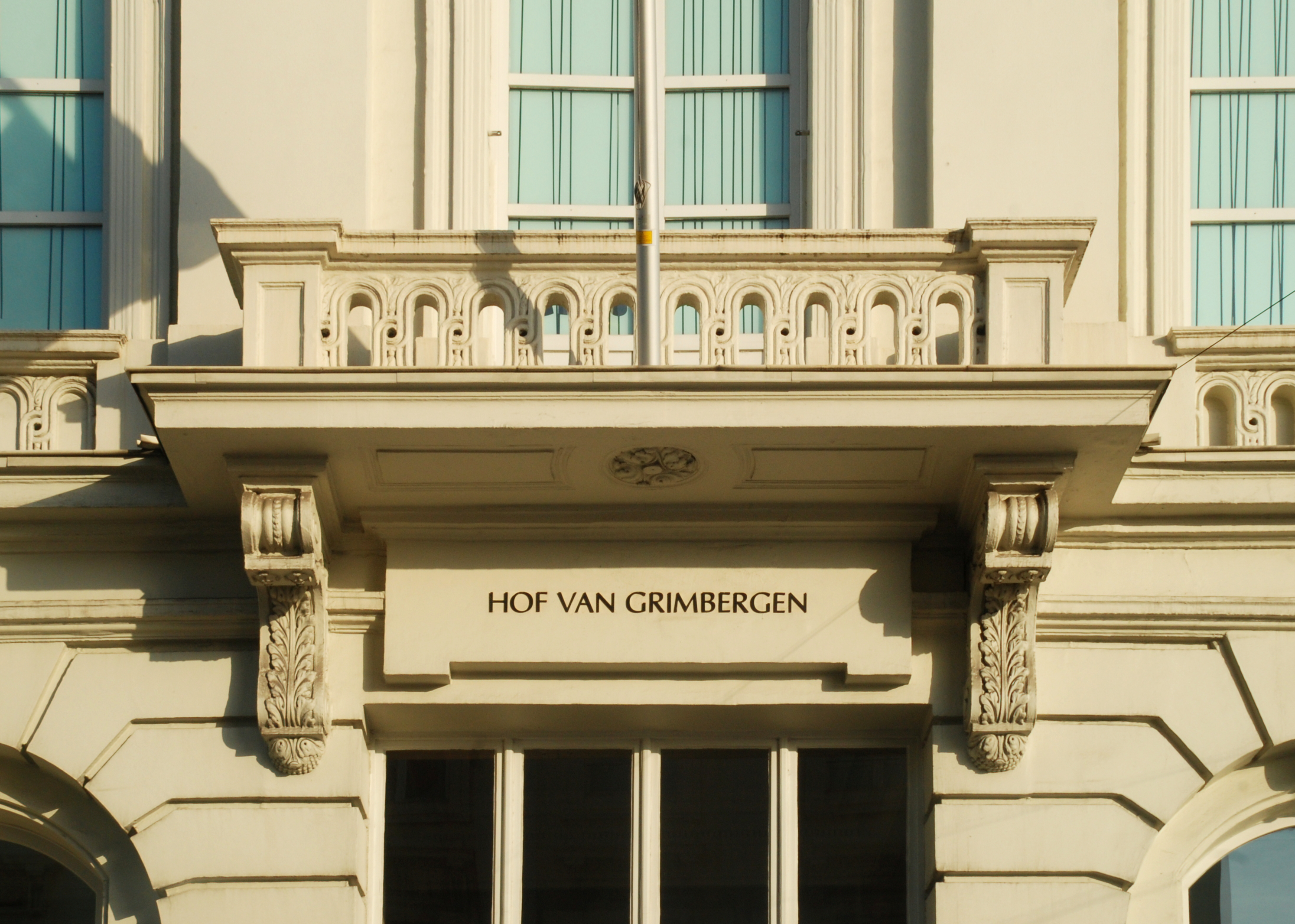
Balcon et cartouche « Hof van Grimbergen ».

Au XVIIIe siècle, les autorités autrichiennes souhaitent édifier à l'emplacement de l'ancien palais du Coudenberg, incendié en 1731, une place monumentale inspirée des modèles français tels la place Stanislas de Nancy (1755) et la place Royale de Reims (1759).
Le projet est approuvé en 1774 par l'impératrice Marie-Thérèse d'Autriche, qui autorise la démolition du palais.
En 1776, le projet devient un plan urbanistique monumental comportant huit pavillons, qui est confié aux architectes français Jean-Benoît-Vincent Barré, qui conçoit le projet de base, et Barnabé Guimard, qui assure la réalisation des plans détaillés.
En raison des coûts élevés, le gouvernement fait appel à l'abbaye du Coudenberg, à l'abbaye de Grimbergen, à la corporation des Brasseurs, à la Loterie impériale et royale des Pays-Bas ainsi qu'à des particuliers comme le comte de Spangen, la comtesse de Templeuve et le marchand de vins Philippe de Proft,.

### Historique de l'hôtel de Grimbergen
L'hôtel de Grimbergen est édifié à partir de 1776 pour l'abbaye de Grimbergen sur un terrain acheté au gouvernement. La construction est probablement terminée en 1781 puisqu'un édit du gouvernement datant de 1781 ordonne d'enduire dans l'année les façades en briques encore apparentes pour tous les pavillons de la place Royale,.
Il est ensuite divisé et occupé par des particuliers ou des négoces comme un café, c'est-à-dire un lieu où l'on consommait du café, du thé et des gâteaux  (le Café de l'Amitié, vers 1830) et une librairie (vers 1840),.
Vers 1920, les différentes parties de l'édifice sont fortement remaniées : l'aile située le long de la place Royale subit des transformations intérieures selon des plans de l'architecte Édouard Pelseneer tandis que l'aile située le long de la rue Royale est réaménagée pour l'installation de la « Lloyds & National Provincial Foreign Bank Ltd. » et augmentée d'une annexe au nord,.
Le bâtiment, réaffecté au « ministère de la Région bruxelloise » (ancien nom du gouvernement de la région de Bruxelles-Capitale), est à nouveau rénové en 1984 et les vestiges de l'ancienne chapelle ducale et de la rue Isabelle situés sous l'édifice sont revalorisés. L'édifice abrite depuis le service d'information touristique « BIP » (Bruxelles Info Place / Brussel Info Plein / Brussels Info Place).

## Architecture

### Hôtel

#### Architecture extérieure
L'édifice comporte trois façades, une première le long de la place Royale, une deuxième le long de la rue Ducale et une troisième orientée vers le nord et prolongée par une annexe sous toiture à la Mansart.
Cette troisième façade et son annexe donnent sur une cour fermée par un portail orné de lions et prolongé par un mur de clôture à balustrade.
L'hôtel de Grimbergen présente des façades enduites et peintes en blanc comme tous les pavillons de la place Royale ainsi que la plupart des immeubles néo-classiques dessinés par Guimard autour du parc de Bruxelles (hôtel Errera, hôtel de Ligne, hôtel Empain, le « Lambermont »…).
Ceci résulte de l'édit du gouvernement de 1781 qui ordonnait d'enduire les façades en briques de tous les pavillons de la place Royale.
Le bâtiment principal, de trois niveaux, présente sept travées le long de la place Royale, huit le long de la rue Royale et cinq au nord.
Le rez-de-chaussée est rythmé par une succession d'arcades cintrées à imposte et clé d'arc à perles et volutes, séparées par une maçonnerie à bossages plats et à lignes de refend. Autour de l'arc des arcades, les bossages adoptent un profil rayonnant, typique de l'architecture néo-classique. Dans chaque baie cintrée est inscrite une fenêtre à arc surbaissé possédant un appui de fenêtre supporté par deux corbeaux à motif de gouttes et rudentures.
Séparé du rez-de-chaussée par un entablement, le premier étage est percé de hautes fenêtres rectangulaires à meneau et traverse de bois. Ces fenêtres, à l'encadrement mouluré, sont ornées à leur base d'une allège à balustrade et à leur sommet d'un petit entablement à frise de denticules soutenu par des consoles rectangulaires. Deux des fenêtres sont précédées d'un balcon à balustrade de pierre soutenu par des consoles ornées de volutes et de feuilles d'acanthe.
Le deuxième étage est percé de fenêtres plus petites dont l'ornementation se réduit à un encadrement mouluré et sommé d'une corniche en forte saillie soutenue par des modillons rectangulaires, elle-même surmontée d'une balustrade en attique.
La façade de la rue Royale est percée de deux grandes portes en bois surmontées chacune d'une fenêtre d'imposte quadripartite  et d'un cartouche marqué « hôtel de Grimbergen »  ou « Hof van Grimbergen ». La fenêtre située au-dessus de chaque porte est précédée d'un balcon à balustrade de pierre soutenu par des consoles ornées de volutes et de feuilles d'acanthe.
La façade de la place Royale ne compte qu'une seule porte, surmontée d'un cartouche marqué « Palais de Charles-Quint ».

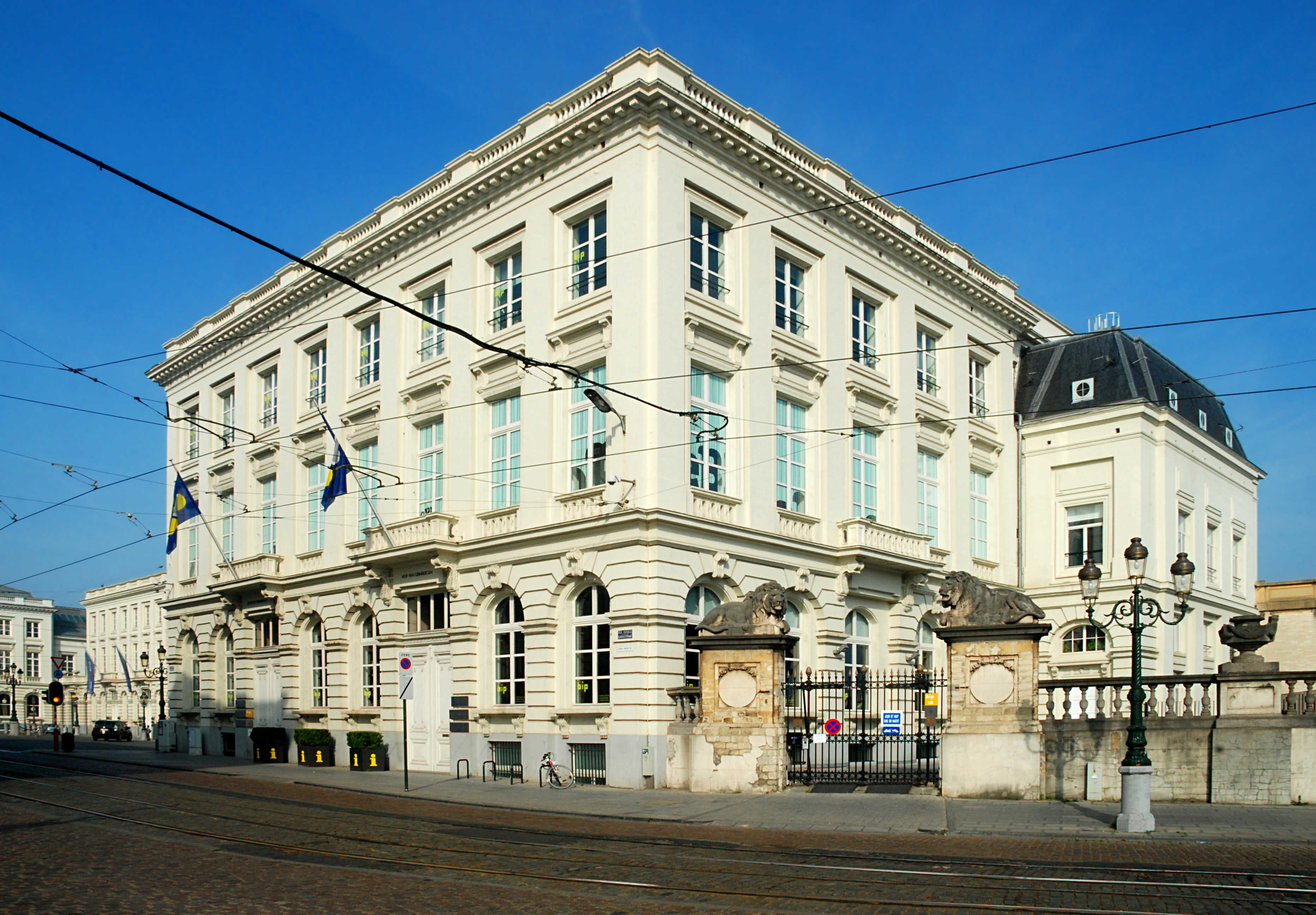
L'hôtel de Grimbergen vu depuis la rue Royale.
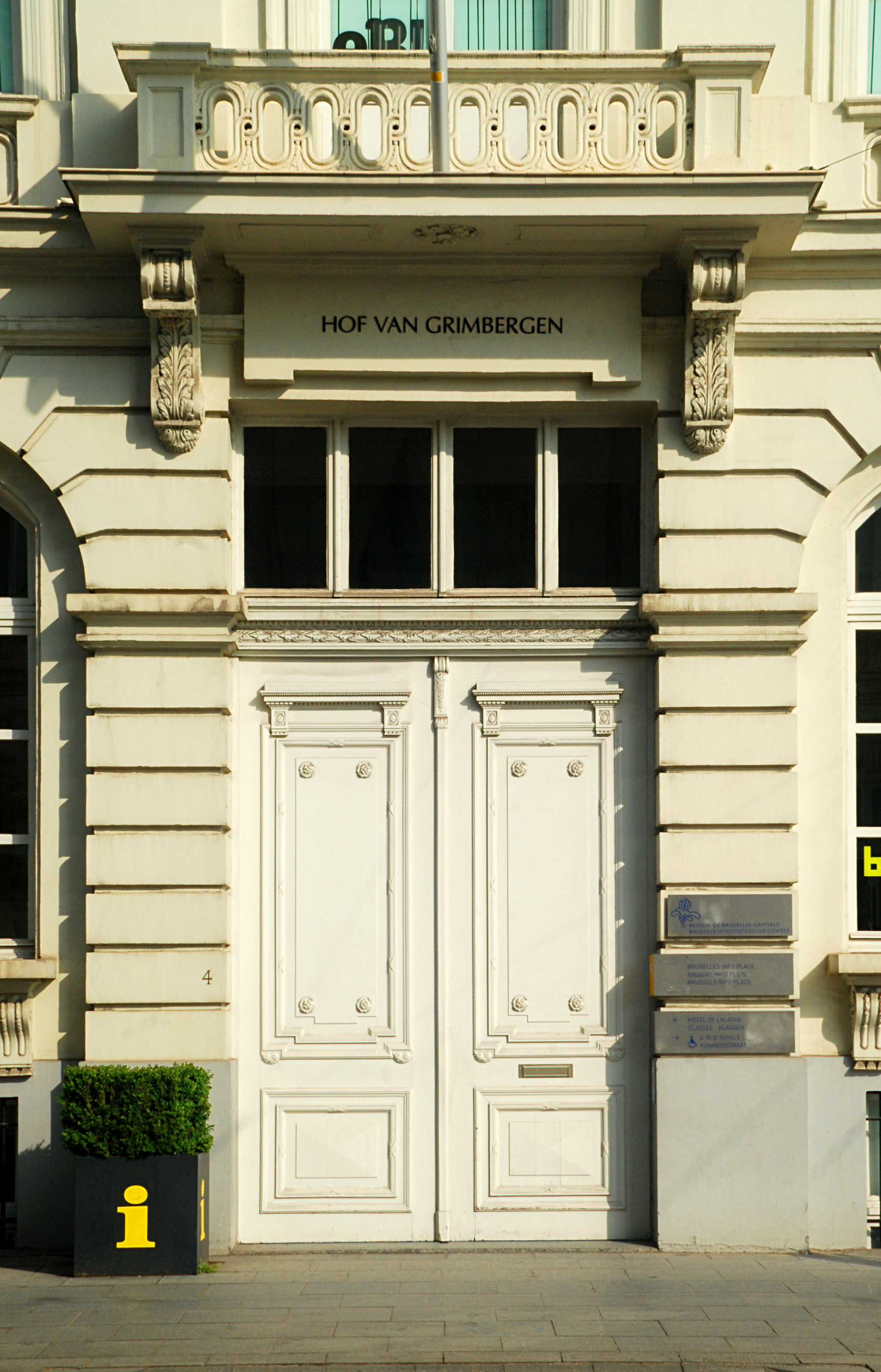
Porte d'entrée du no 4.
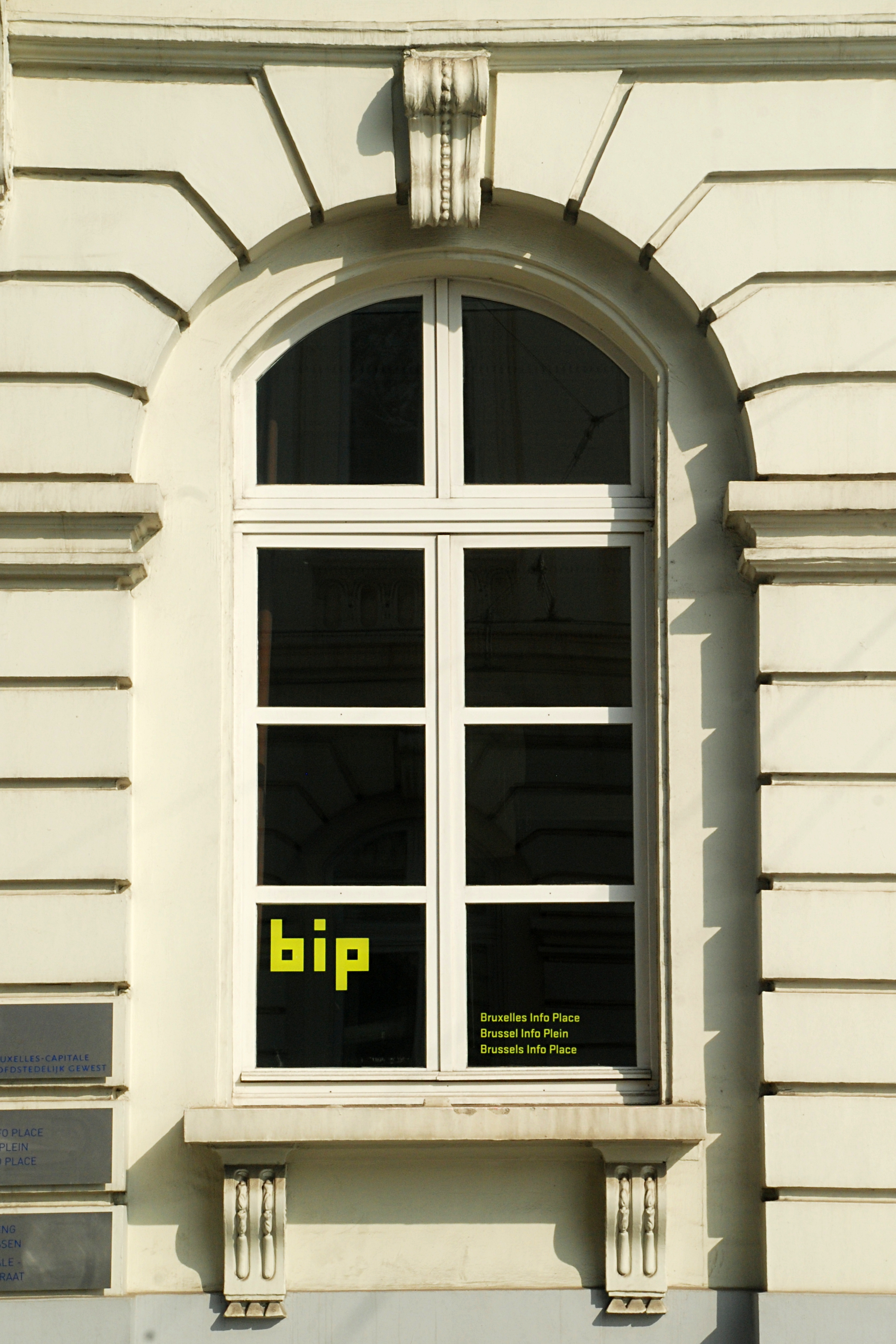
Arcade cintrée et fenêtre surbaissée.
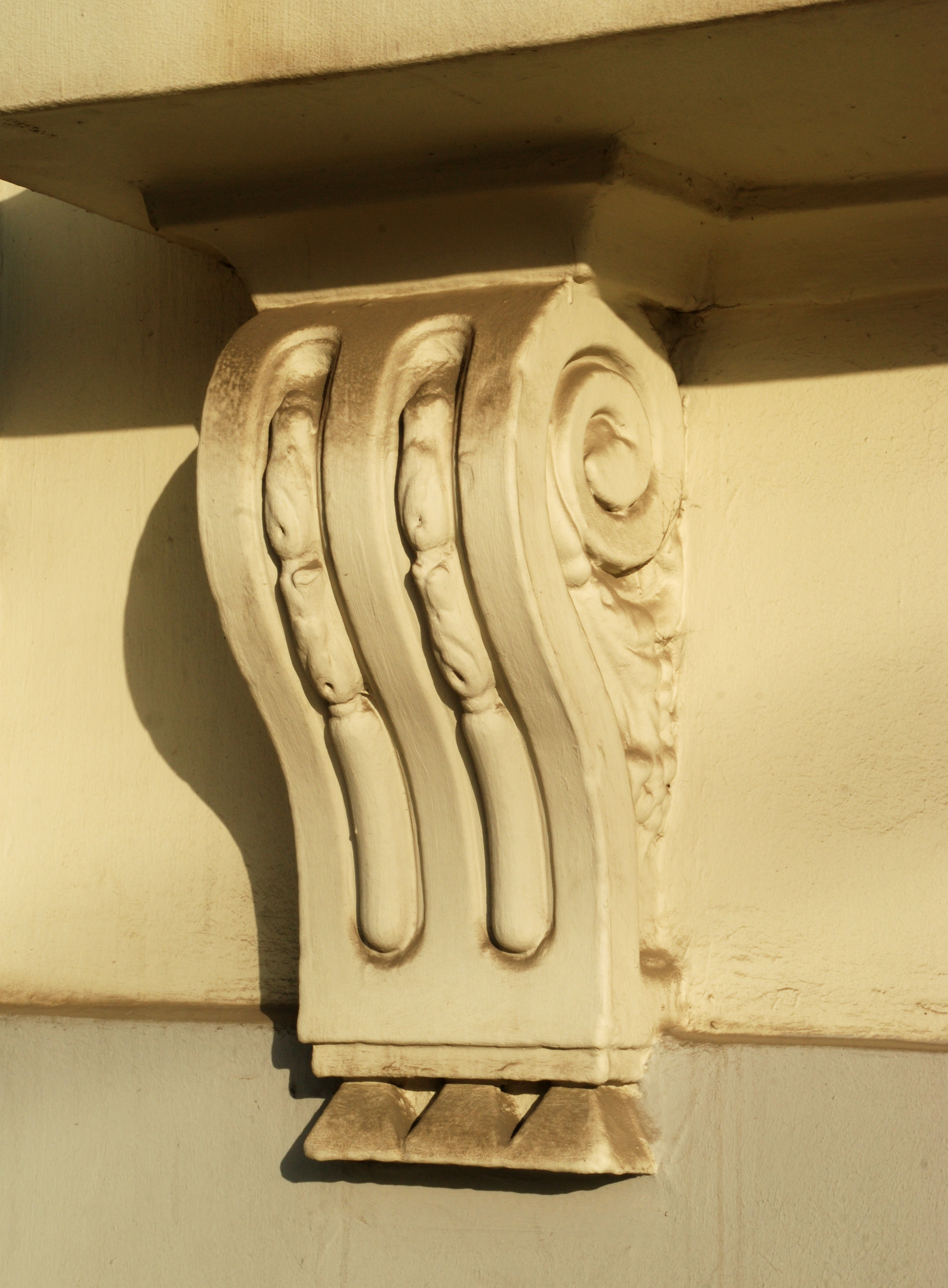
Corbeau.
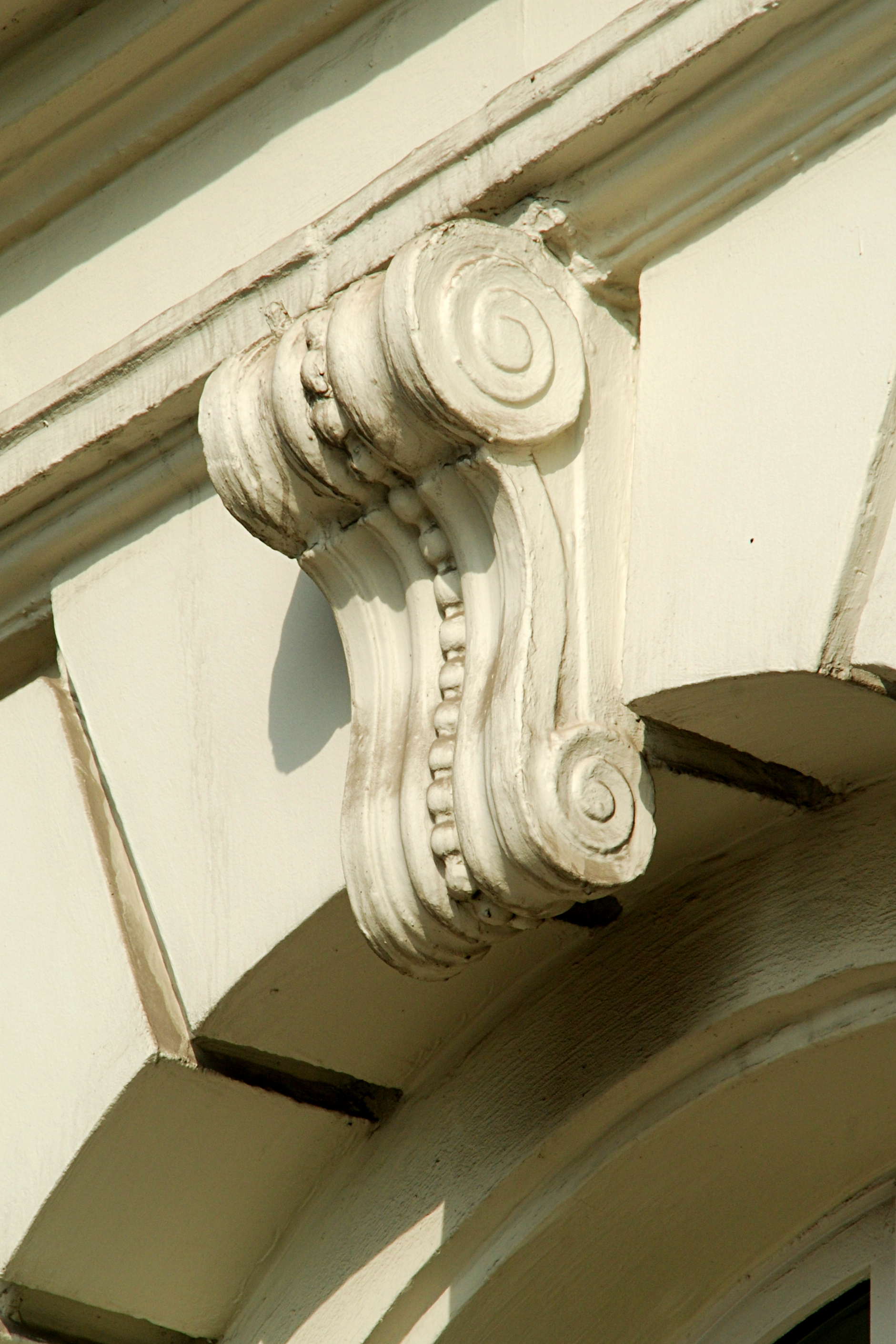
Clé d'arc à perles et volutes.
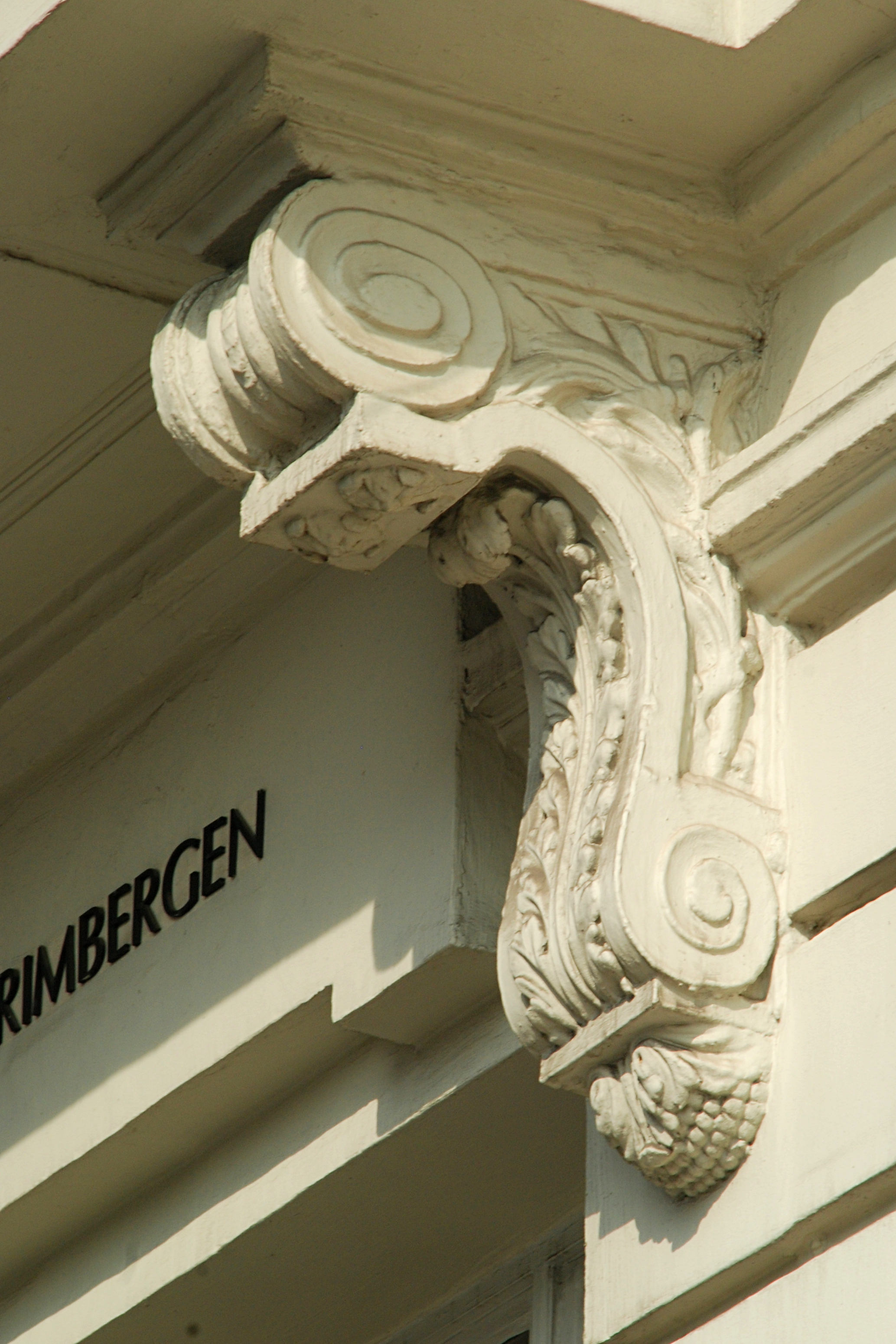
Console à volutes et feuilles d'acanthe.

La façade nord est prolongée par une annexe de deux niveaux, ajoutée en 1920, surmontée d'une toiture à la Mansart. Cette annexe présente des façades très différentes de celles du bâtiment principal. La petite façade d'une seule travée orientée vers la rue Royale est percée d'une porte inscrite dans une arcade cintrée à imposte entourée par une maçonnerie à bossages plats et à lignes de refend. Cette porte est surmontée d'une petite fenêtre rectangulaire surmontée d'un grand cartouche plat agrémenté à sa base de gouttes (petits pendentifs typiques de l'architecture néo-classique). La façade orientée vers le Palais des Beaux-Arts comporte trois travées de deux niveaux de fenêtres rectangulaires, les supérieures étant également surmontées de cartouches à gouttes.

#### Architecture intérieure
L'intérieur de l'aile située le long de la rue Royale résulte du réaménagment effectué en 1920 pour l'installation de la « Lloyds & National Provincial Foreign Bank Ltd. »,.
Le réaménagement consista en la création de vastes salles des guichets et de bureaux, au décor principalement inspiré du classicisme anglais du XVIIIe siècle.
La salle des guichets présente de beaux décors en stucs de tons pastels sur les murs et les plafonds, et est rythmée par des colonnes et des pilastres portant des chapiteaux en stuc doré à motifs de feuilles d'eau agrémentés de palmettes.
L'accès se fait par un escalier en marbre.

Intérieur de l'ancienne Lloyds Bank
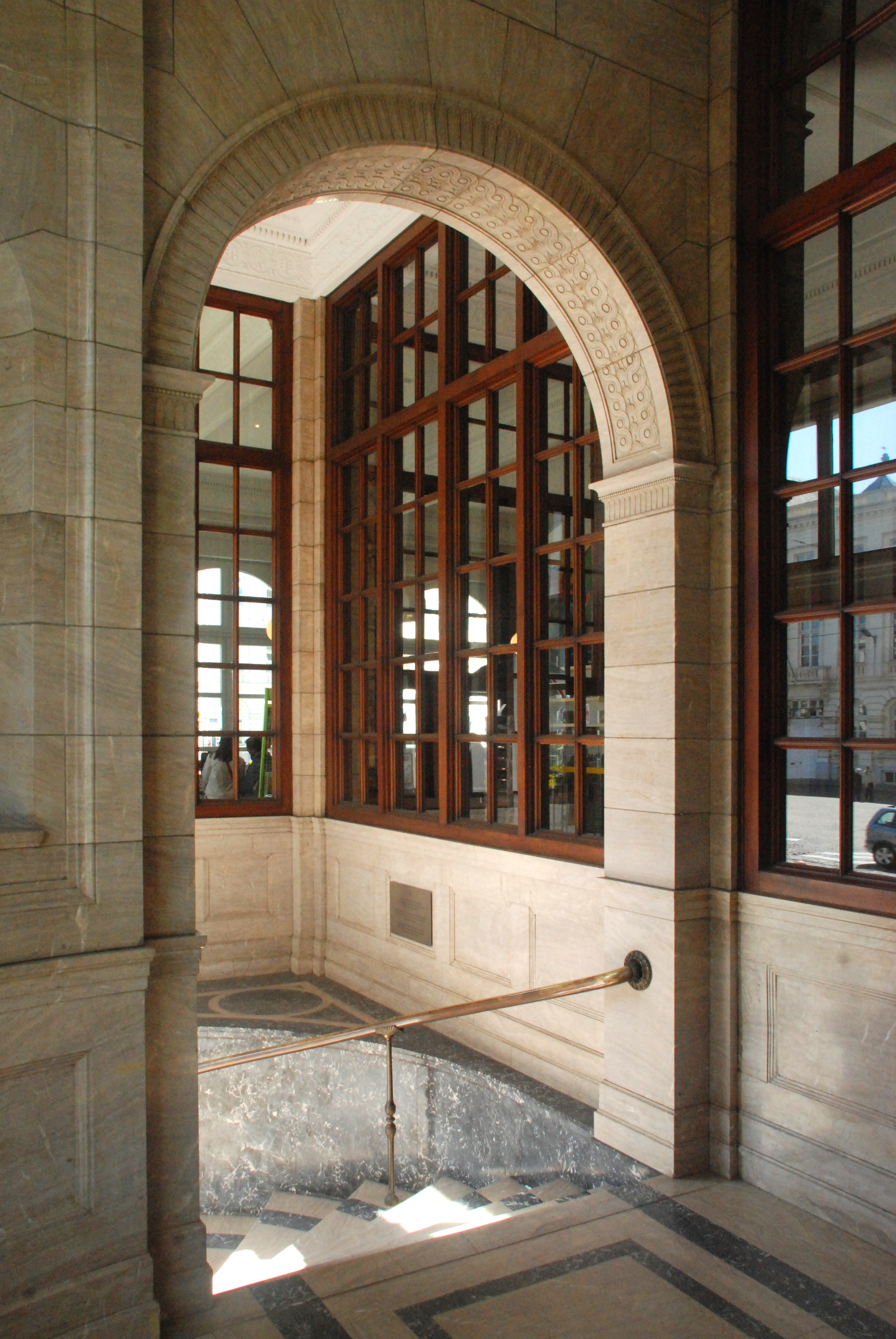
Entrée.
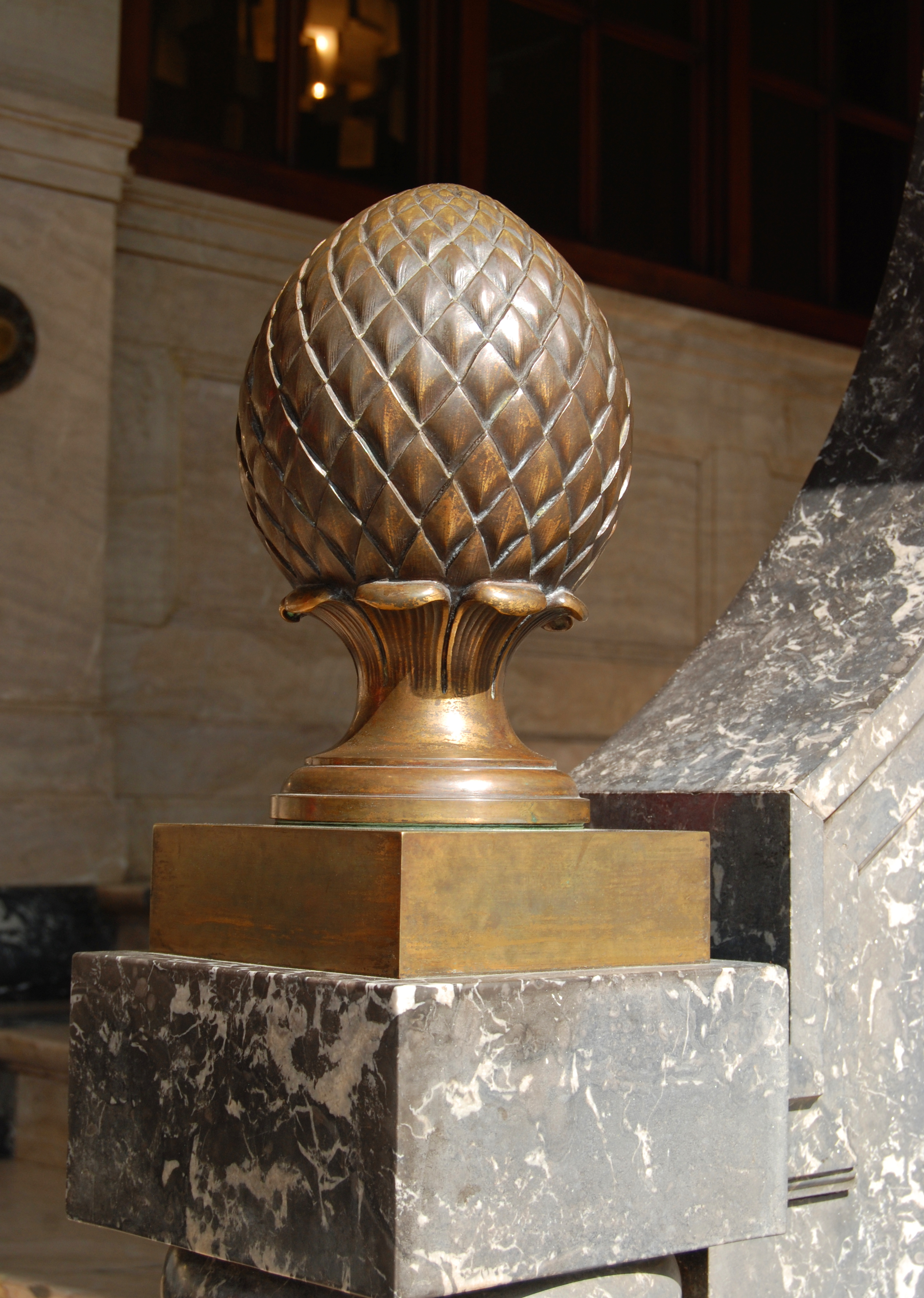
Ornement de l'entrée.
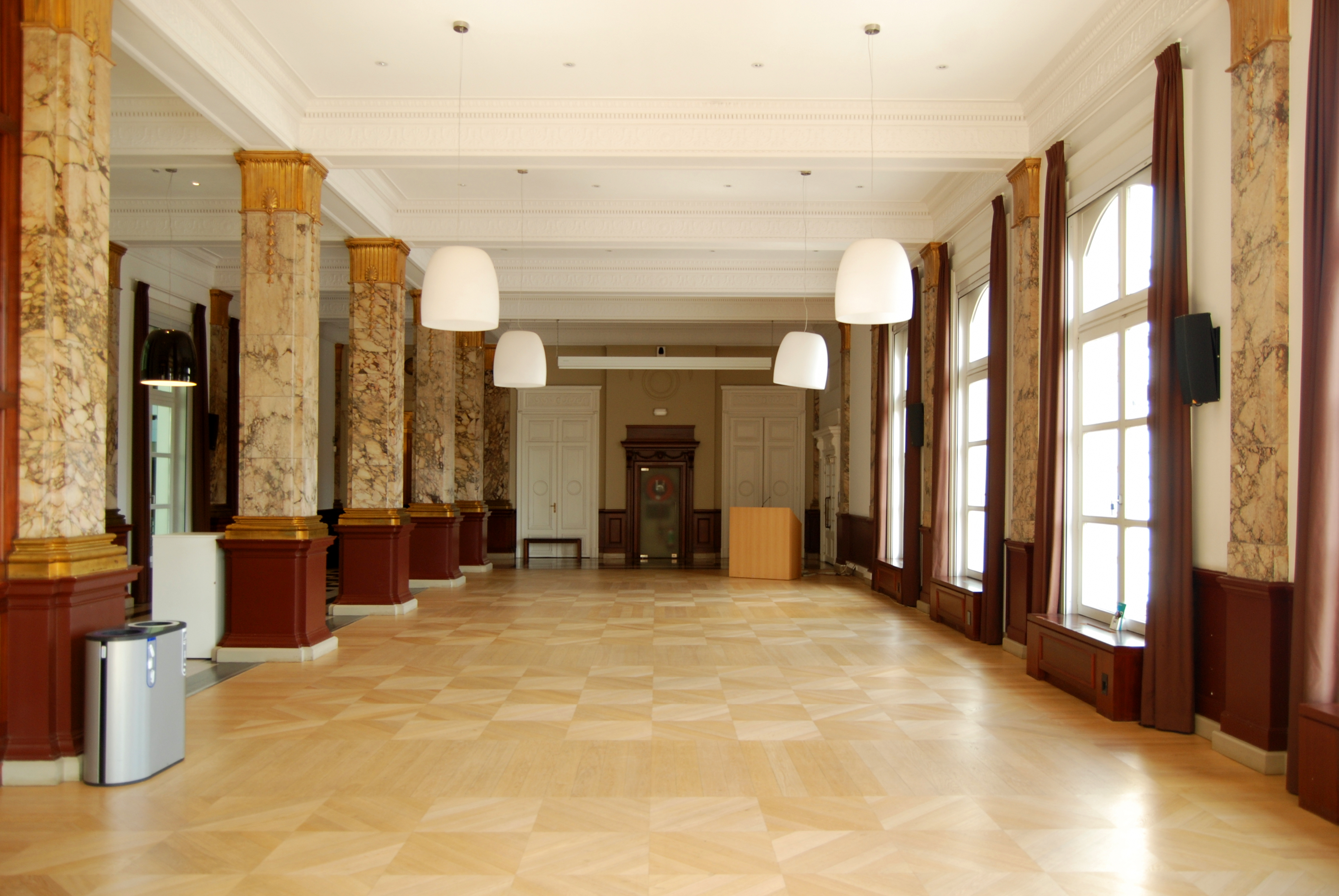
Ancienne salle des guichets.
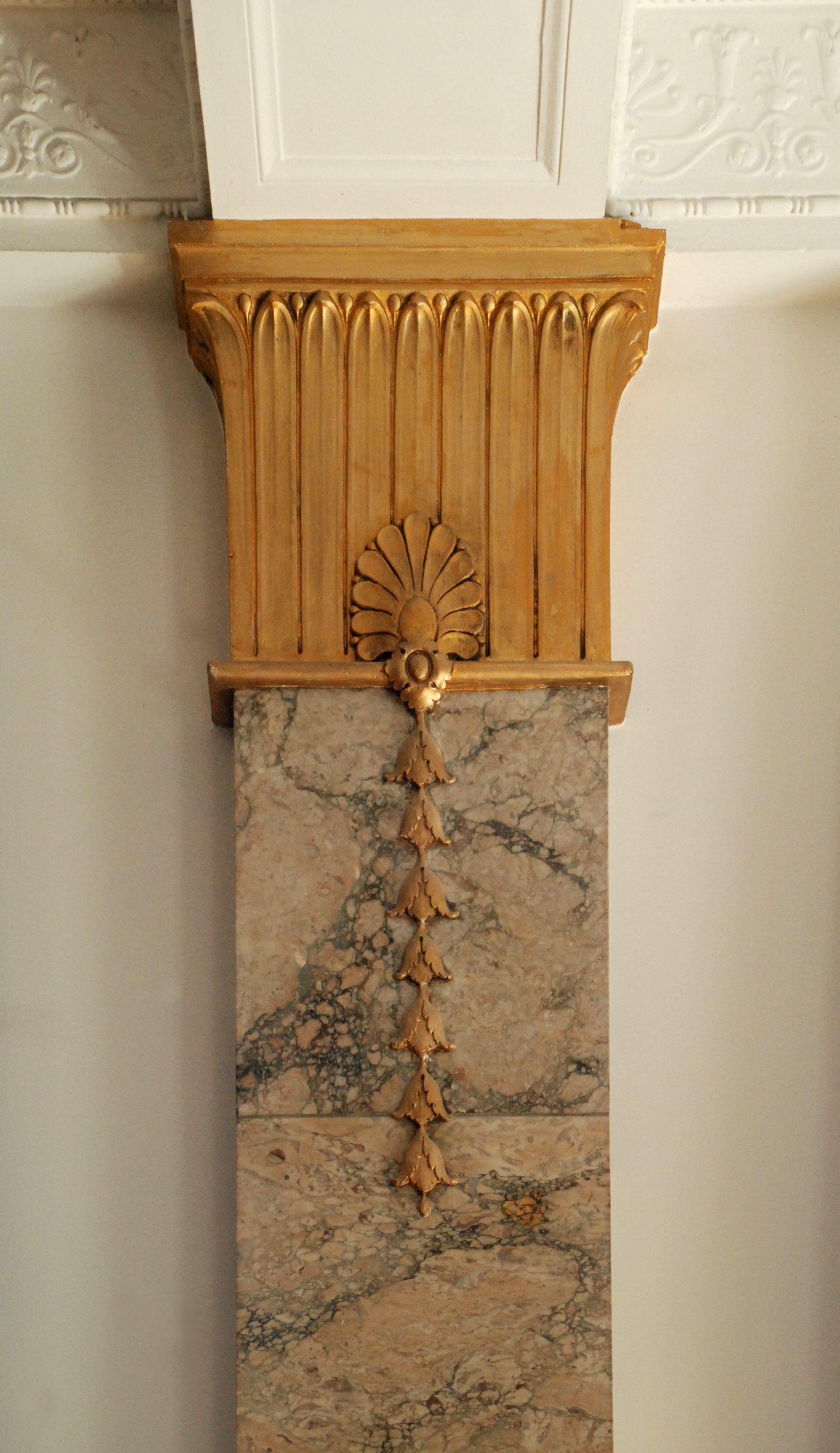
Chapiteau à palmette.
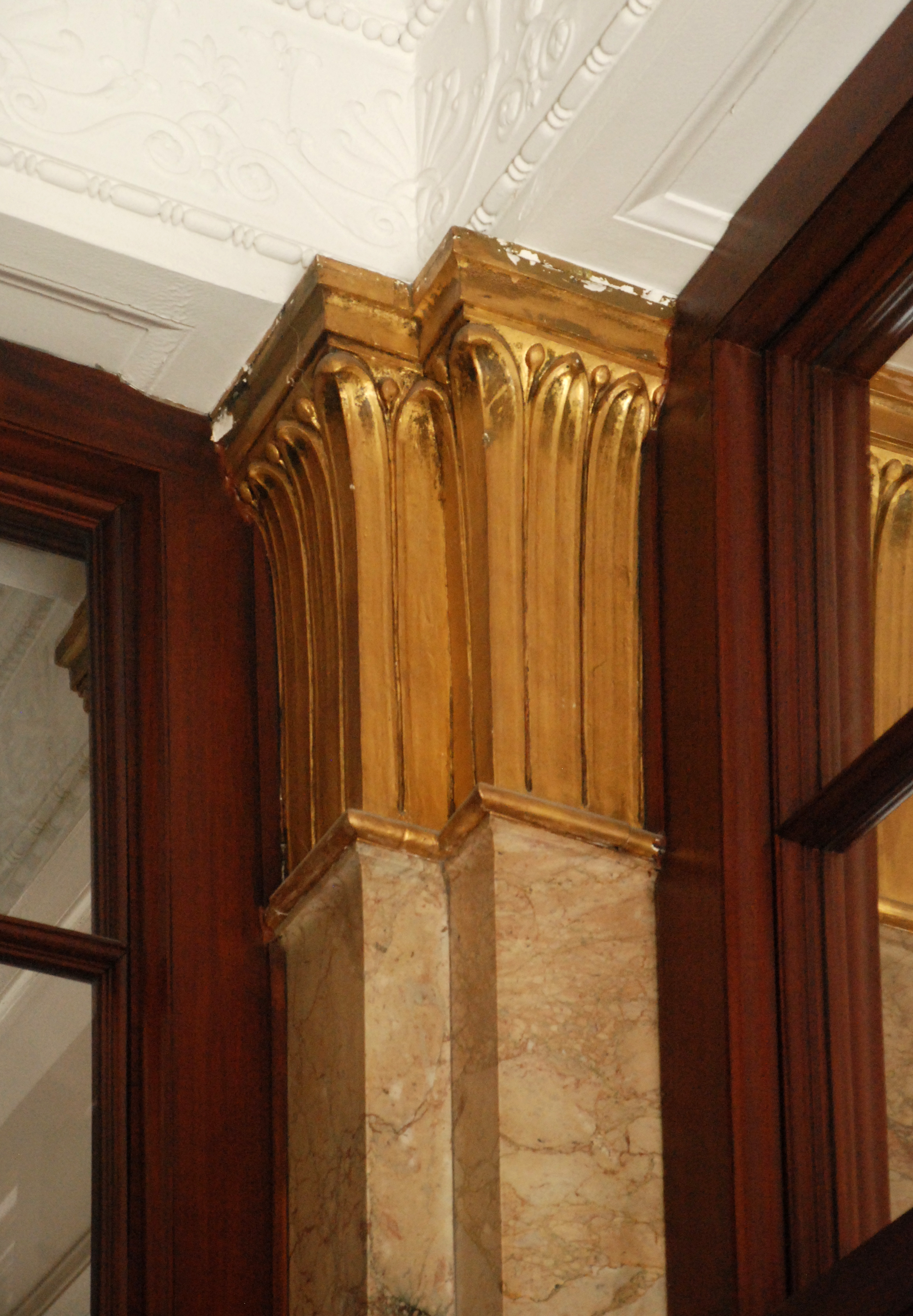
Chapiteau orné de feuilles d'eau.

### Portail de la cour

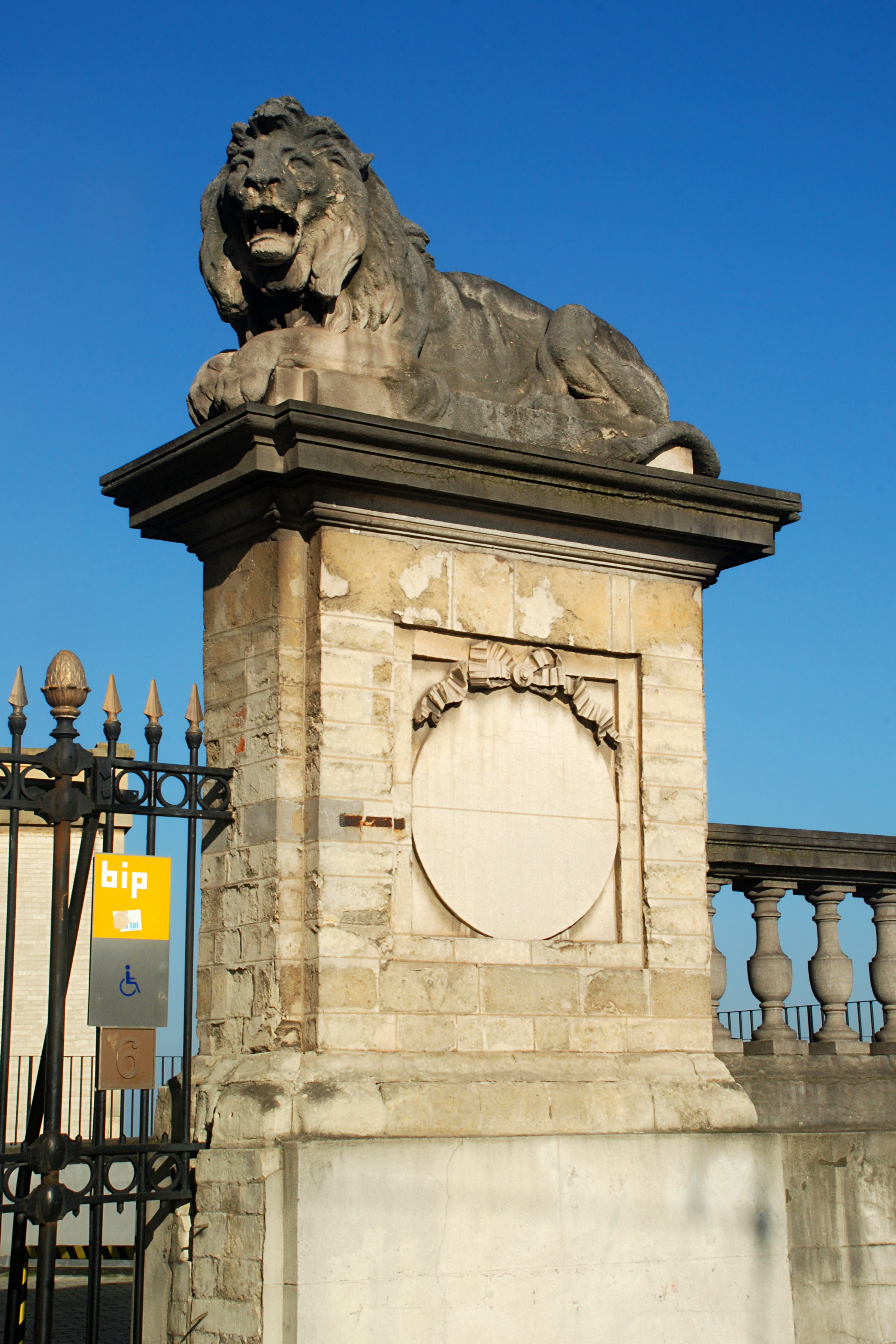
Pilier du portail.

Au nord, le bâtiment est bordé d'une cour pavée fermée par un portail.
Ce portail est constitué d'une grille en fer forgé noire surmontée de pointes de lances et de pommes de pin dorées, supportée par deux piliers en pierre de taille dont le tronc est orné d'un cartouche circulaire surmonté d'un ruban. Chaque pilier est surmonté par un lion de pierre couché, œuvre du sculpteur A.-F. Bouré.

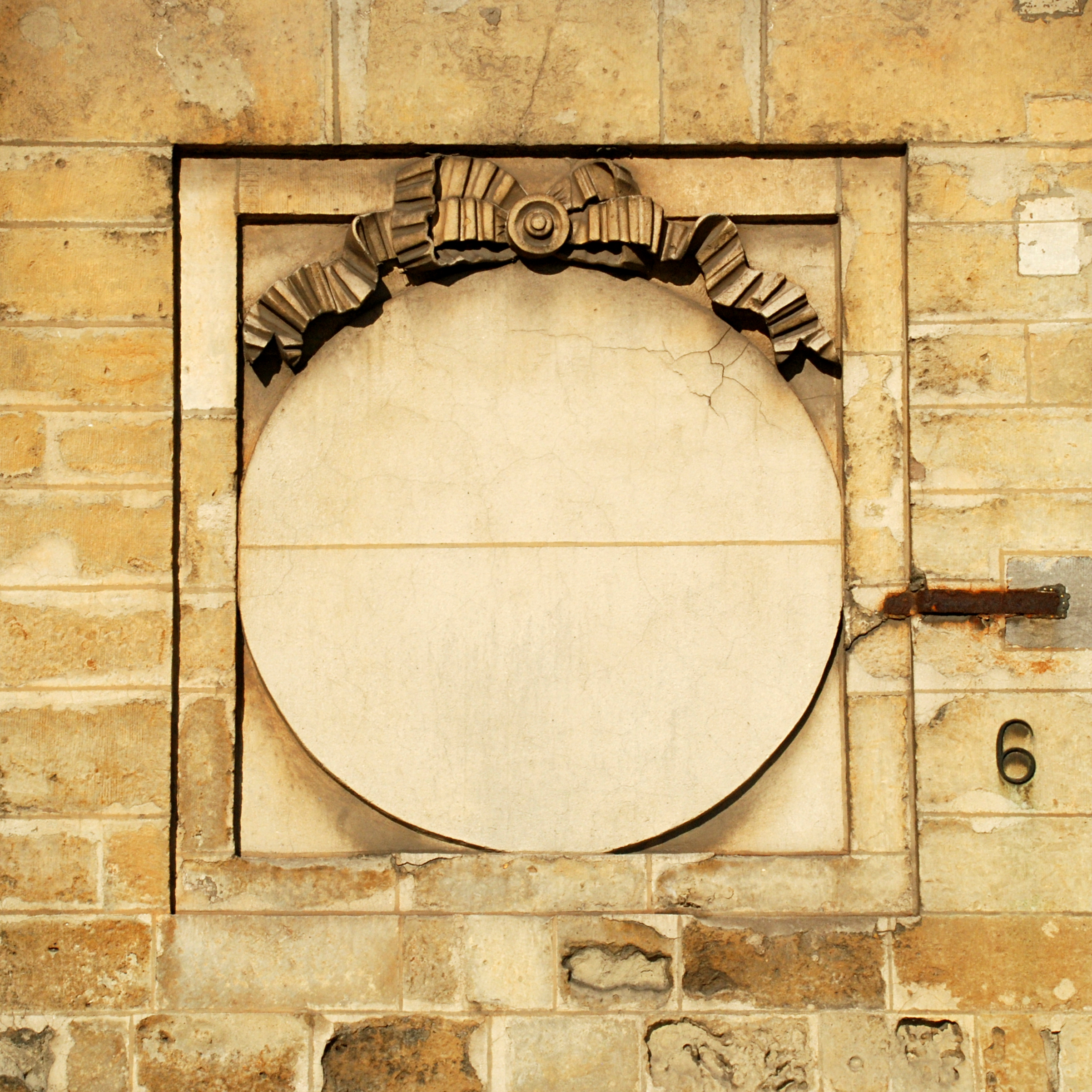
Cartouche du portail.
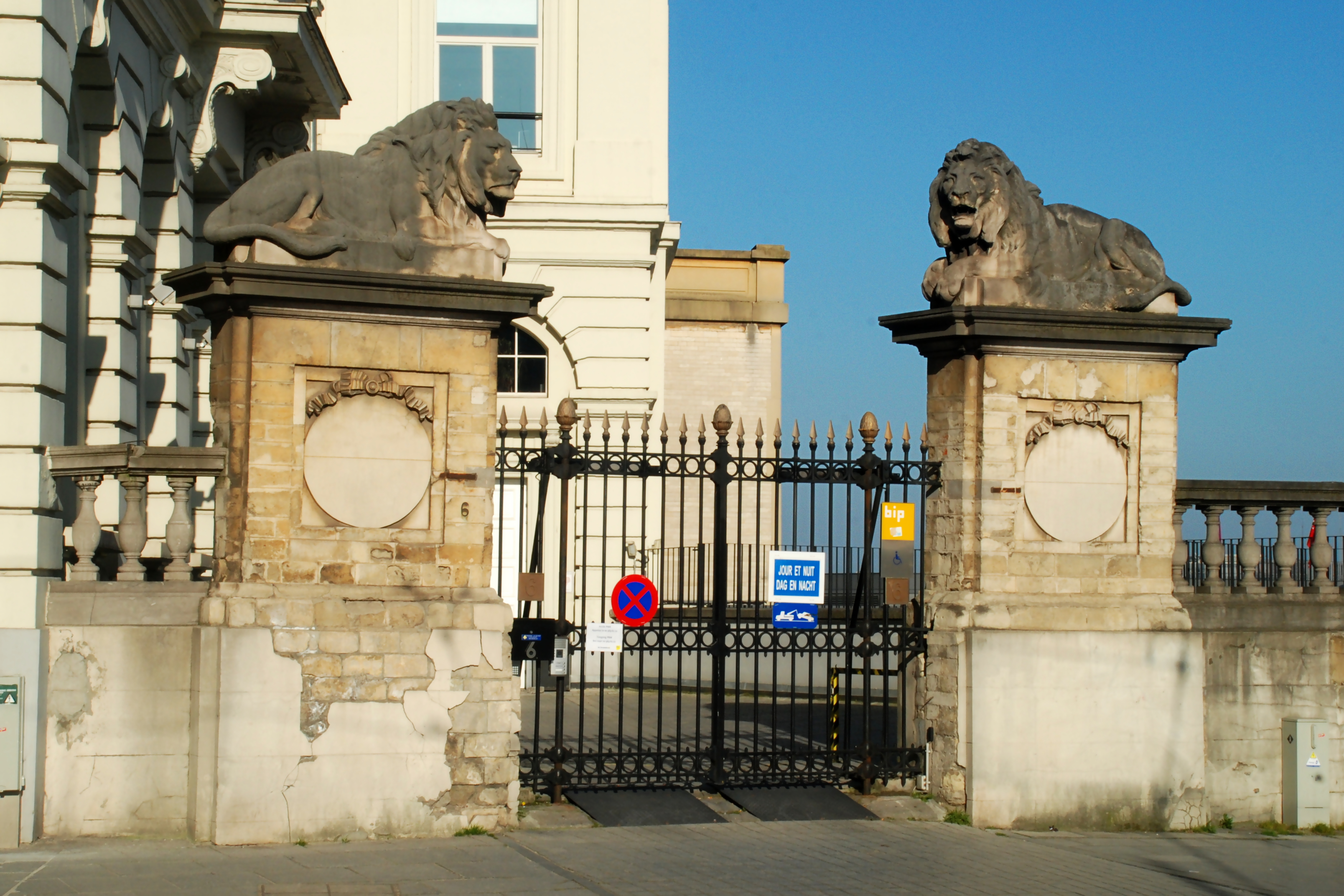
Le portail.
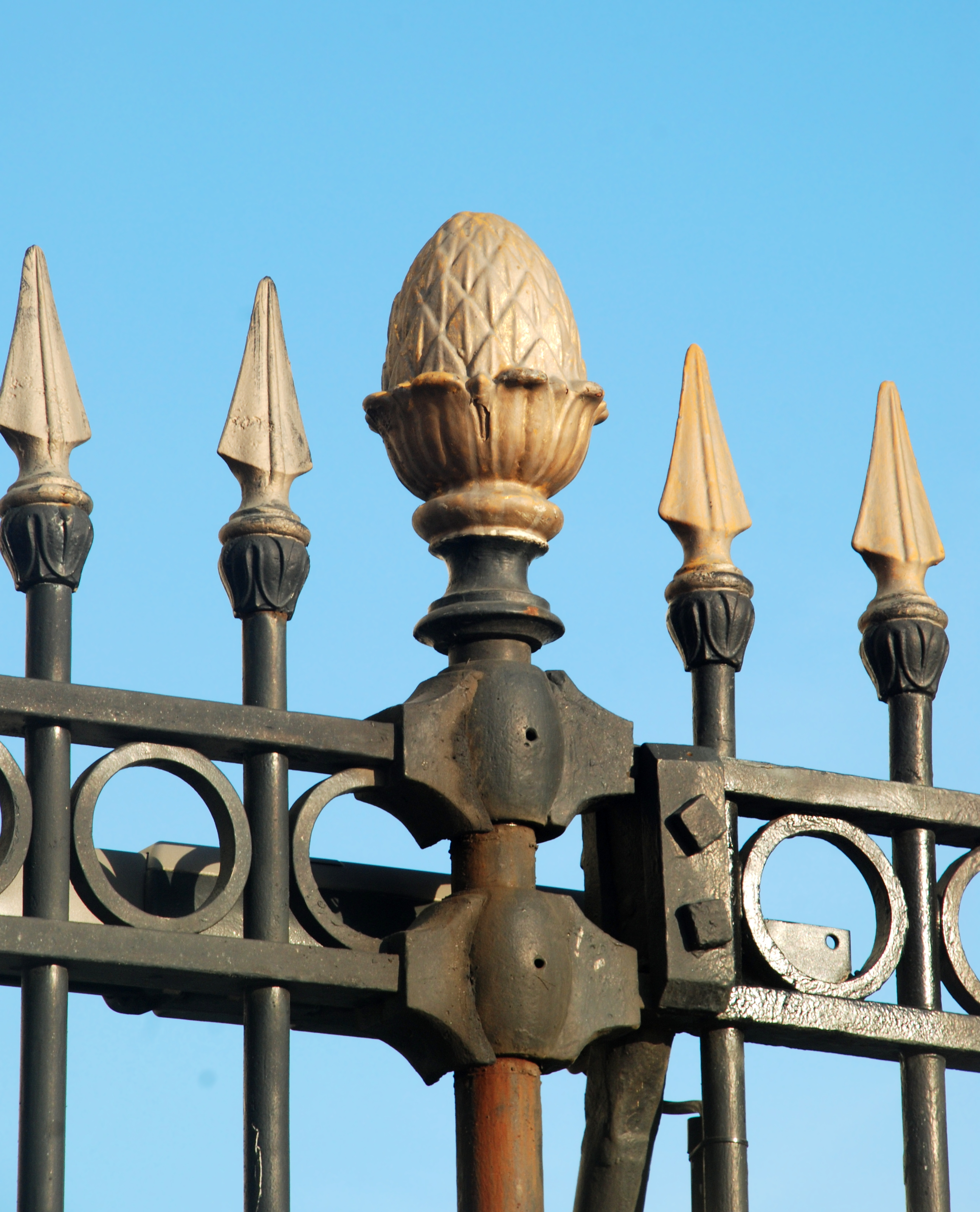
Fer forgé du portail.
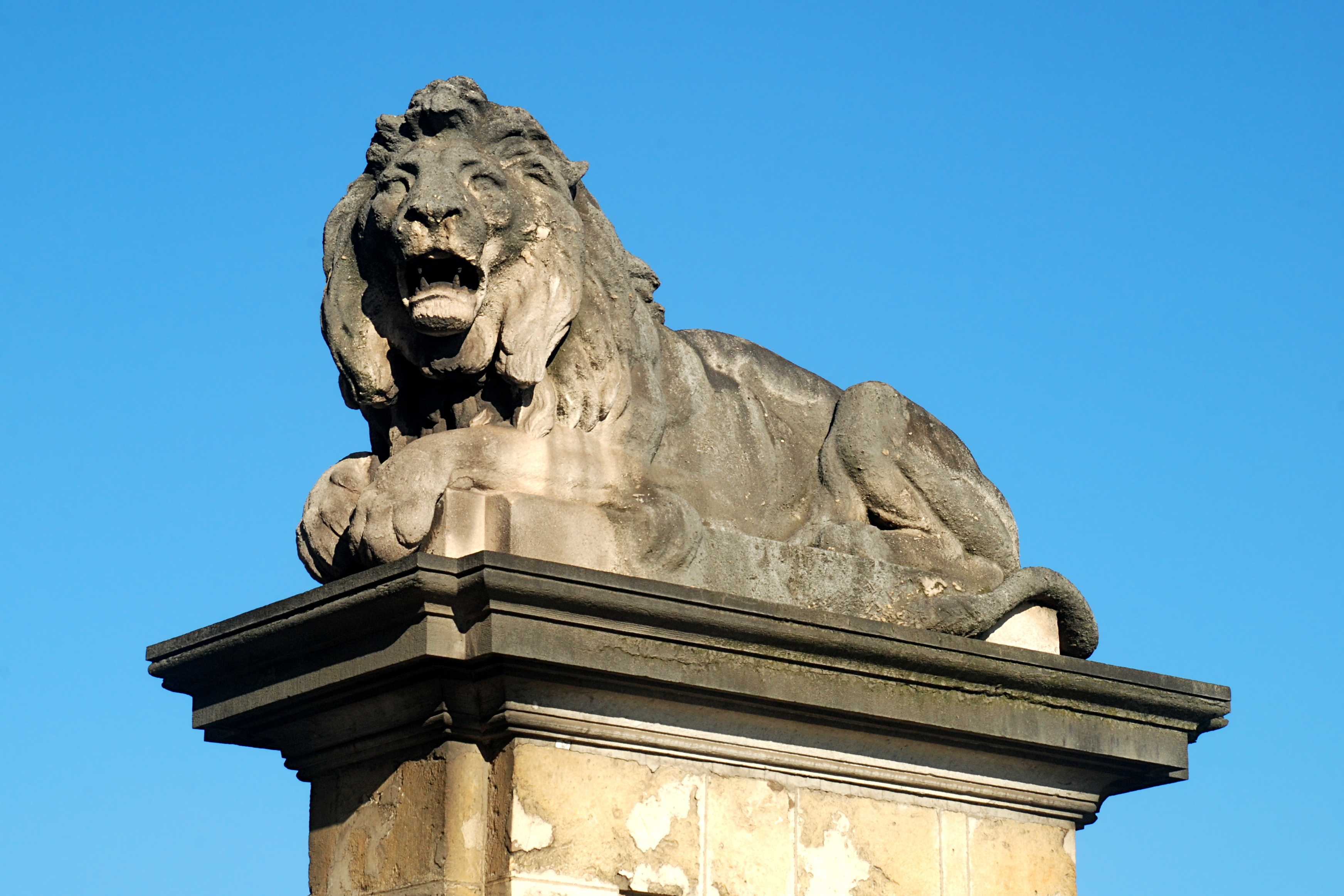
Lion du portail.

### Mur reliant l'hôtel de Grimbergen à l'hôtel Errera

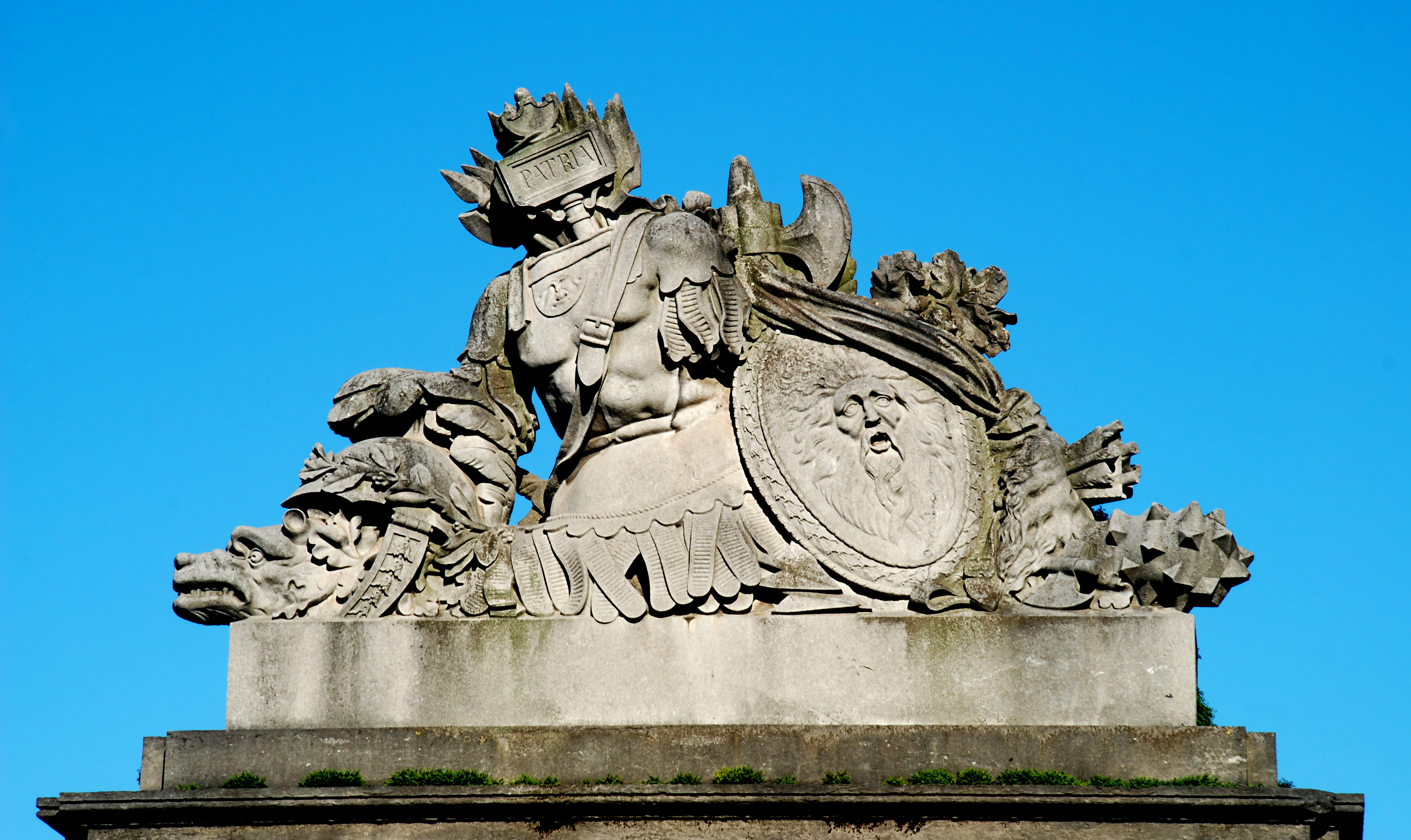
Le groupe sculpté du pilier central.

Le portail est prolongé par un mur à balustrades en pierre blanche qui va de l'hôtel de Grimbergen à l'hôtel Errera voisin.
Ce mur est rythmé par seize pilastres surmontés de vases de pierre répartis de part et d'autre d'un pilier beaucoup plus fort portant un groupe sculpté. Les pilastres ont été rénovés en 1878.
Les vases de pierre sont alternativement ornés soit de têtes de lion et de draperies soit de guirlandes de laurier.
Le pilier central est orné d'un cartouche flanqué de corbeaux rectangulaires à feuilles d'acanthe portant un entablement sommé d'un groupe sculpté figurant une armure, un casque ceint d'une couronne de lauriers, un bouclier, une enseigne marquée « Patria », des lances, des haches, une masse d'armes…

Vases de pierre du mur reliant l'hôtel de Grimbergen à l'hôtel Errera
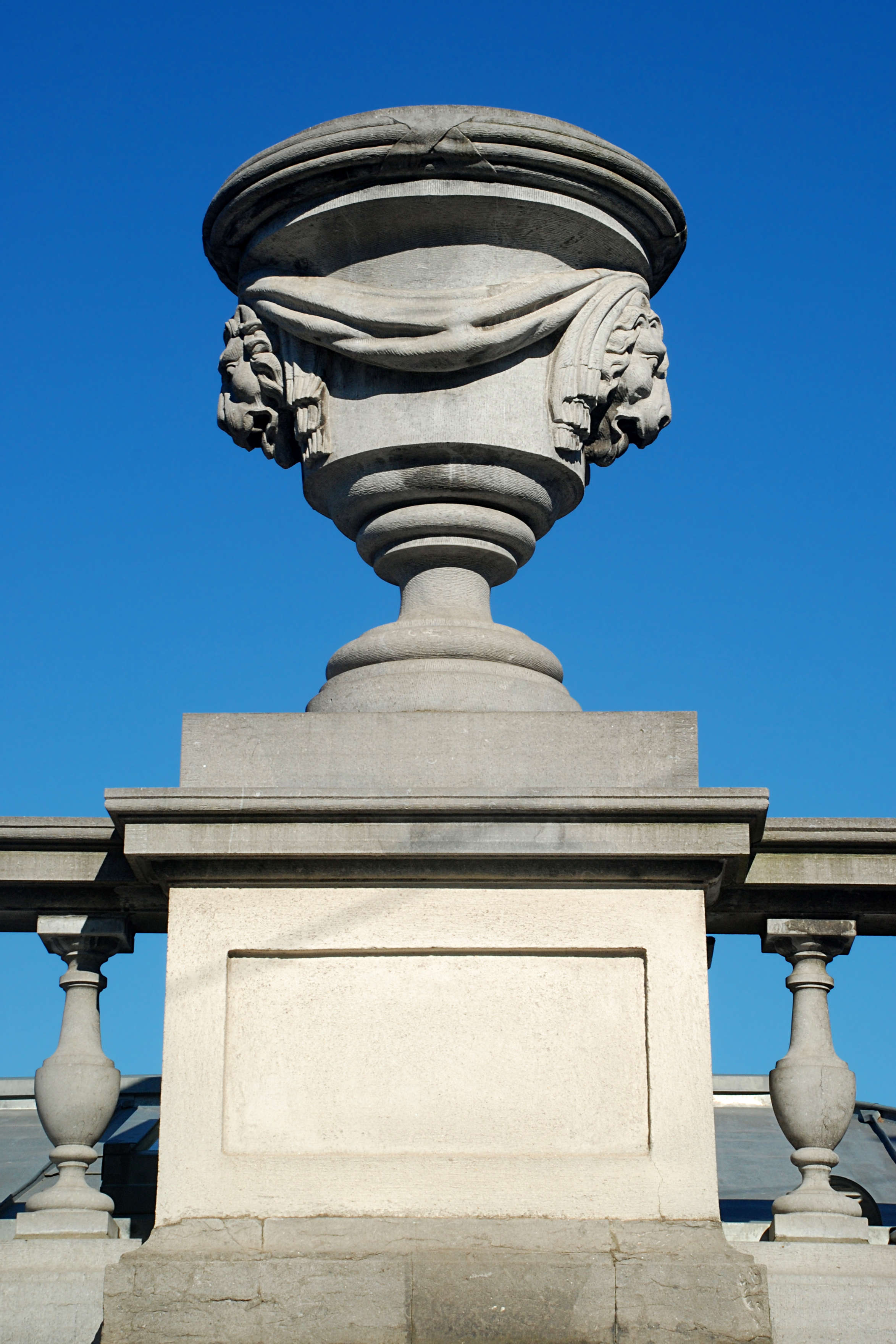
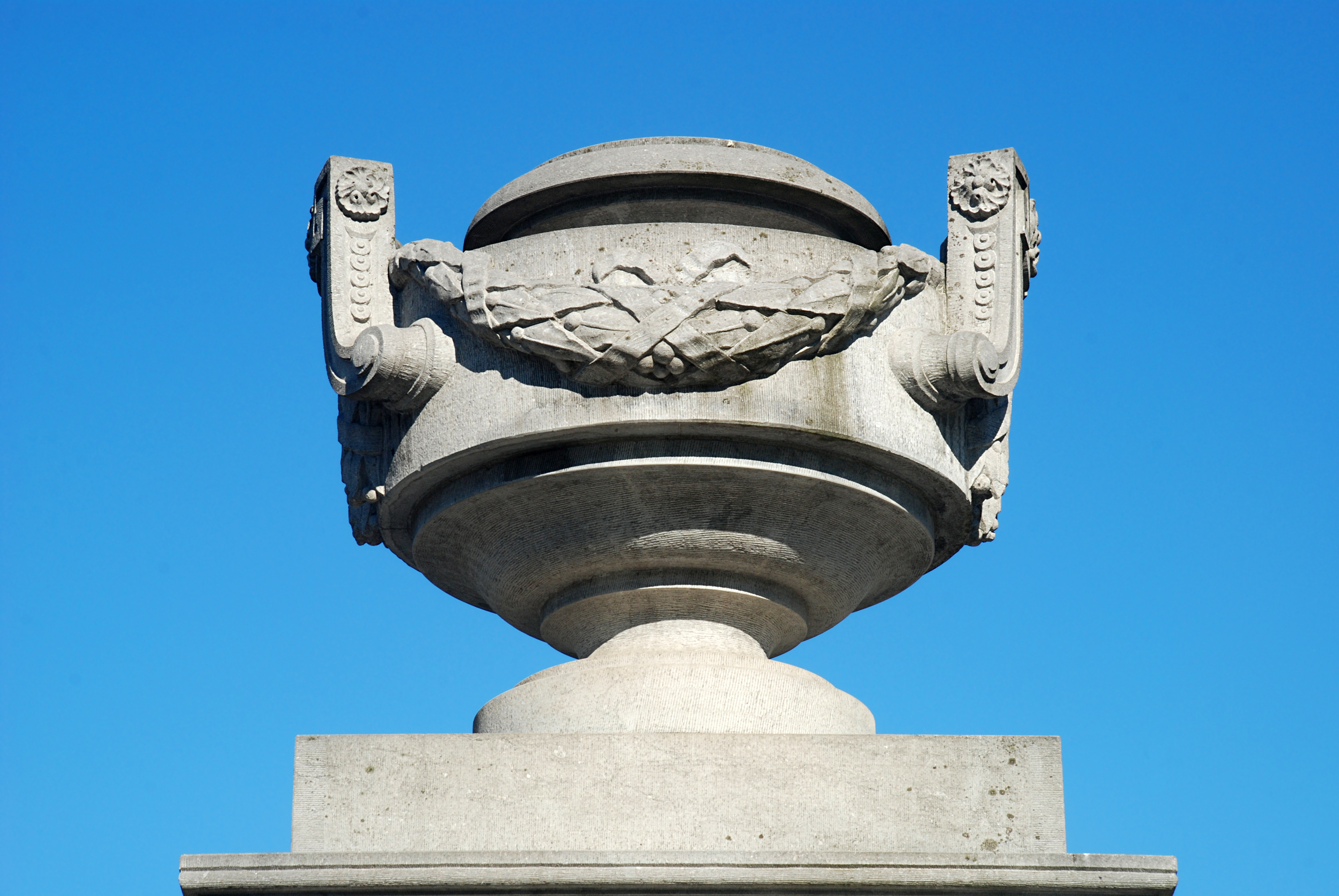
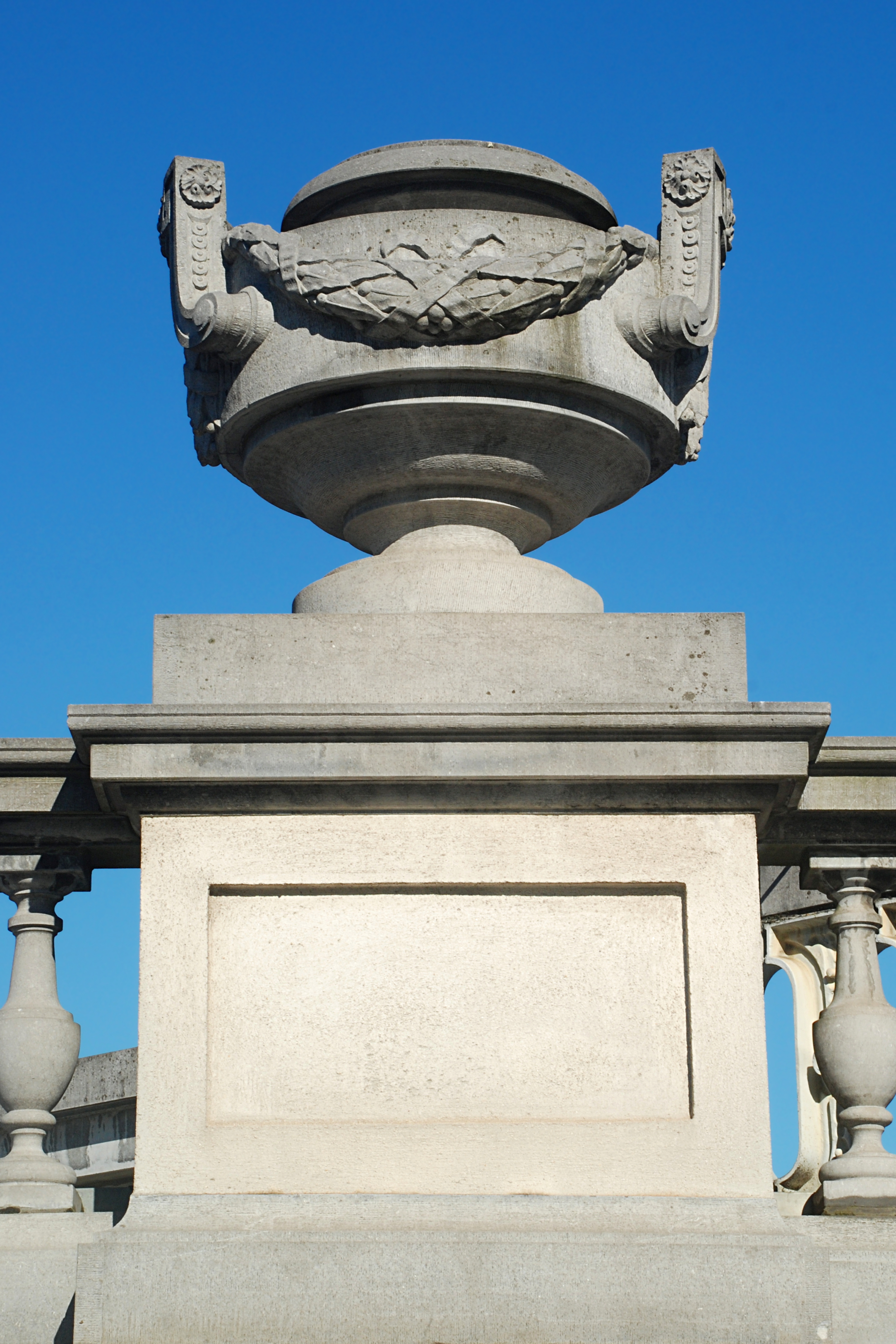

## Accessibilité
| ___ | Ce site est desservi par les stations de métro : Gare Centrale et Parc. |